# Більбао Атлетік
«Більбао Атлетік» (ісп. Bilbao Athletic) — іспанський футбольний клуб, який базується в однойменному місті в Країні Басків. «Більбао Атлетік» є резервною командою клубу «Атлетіка Більбао» та раніше називався «Атлетік Більбао Б». Так само як в «Атлетіку», в «Більбао Атлетік» грають виключно футболісти баскського походження.

## Історія
Клуб заснований 1964 року, гостей приймає на арені «Лезама (Поле 2)», вміщає 2000 глядачів. Через те, що клуб є фармом, він ніколи не піднімався в іспанську Прімеру, незважаючи на зайняте 2-ге місце в Сегунді в сезоні 1983/84. Всього в другому за рівнем дивізіоні Іспанії клуб провів 13 сезонів (1969–1970, 1983–1988, 1989–1996).

## Колишні назви
- Більбао Атлетік — (1964-92)
- Атлетік Більбао Б — (1992–2007)
- Більбао Атлетік — (2007-)

## Сезони по дивізіонах
- Сегунда (13): 1969–1970, 1983–1988, 1989–1996.
- Сегунда B (22): 1977–1983, 1988–1989, 1996-н.ч.
- Терсера (10): 1966–1969, 1970–1977.
- Регіональний дивізіон (2): 1964–1966.

## Гравці
У списку подані гравці, що виступали за національну збірну Іспанії на світових чи європейських першостях
- Хосе Рамон Алешанко
- Рафаель Алькорта
- Хенар Андрінуа
- Даніель Арансубія
- Хулен Герреро
- Андоні Гойкоечеа
- Айтор Каранка
- Фернандо Льоренте
- Хуліо Салінас
- Сантьяго Уркіага

## Тренери
- Хосе Анхель Ірібар
- Рафа Іріондо
- Хав'єр Клементе
- Іньякі Саес